# Jamesdicksonia caribensis
Jamesdicksonia caribensis är en svampart som beskrevs av M. Piepenbr. 2003. Jamesdicksonia caribensis ingår i släktet Jamesdicksonia och familjen Georgefischeriaceae.   Inga underarter finns listade i Catalogue of Life.